# Удриевцы
Удриевцы (укр. Удріївці) — село в Дунаевецком районе Хмельницкой области Украины.
Население по переписи 2001 года составляло 532 человека. Почтовый индекс — 32415. Телефонный код — 3858. Занимает площадь 1,66 км². Код КОАТУУ — 6821889801.

## Местный совет
32415, Хмельницкая обл., Дунаевецкий р-н, с. Удриевцы